# Leo Esaki
Reona Esaki  (江崎 玲於奈?, Esaki Reona), detto Leo (Ōsaka, 12 marzo 1925), è un fisico giapponese, insignito, insieme a Ivar Giaever, del premio Nobel per la fisica nel 1973, «per le loro scoperte sperimentali riguardanti i fenomeni di tunneling nei semiconduttori e superconduttori». Esaki e Giaver sono stati premiati con 1/4 di premio ciascuno. L'altrà metà del premio è andata a Brian Josephson, con una diversa motivazione.
Esaki è conosciuto, inoltre, per l'invenzione del "diodo di Esaki" (o diodo tunnel), che sfrutta proprio il fenomeno di tunnelling da lui studiato nei semiconduttori. All'epoca della scoperta Esaki lavorava per la società Tokyo Tsushin Kogyo, oggi denominata Sony. È inoltre stato un pioniere della tecnologia dei cosiddetti superreticoli (superlattice in inglese), quando lavorava all'IBM.

## Biografia
Esaki nasce a Ōsaka, in Giappone. Studia fisica all'Università di Tokyo e si laurea nel 1947. Ottiene il dottorato, presso il medesimo ateneo, nel 1959. Il premio Nobel gli viene assegnato per le ricerche condotte intorno al 1958 riguardo ai tunnel di elettroni nei solidi. Nel 1960 si trasferisce negli Stati Uniti d'America ed entra a far parte del Thomas J. Watson Research Center dell'IBM. Nel 1967 diviene IBM Fellow. Il suo primo lavoro sui super reticoli viene pubblicato proprio nel periodo trascorso all'IBM.
In seguito, ha ricoperto la carica di rettore in diverse università nipponiche, come, per esempio, l'Università di Tsukuba. Dal 2006 è a capo dello Yokohama College of Pharmacy.

## Le regole di "cinque don'ts" di Esaki
Nel 1994 durante gli incontri del Lindau Nobel Laureate, Esaki suggerì un elenco di "cinque don'ts" che chiunque ,nel realizzare il suo potenziale creativo, dovrebbe seguire. Carl Nordling le introdusse su Physica Scripta nell'anno successivo:
1. Non lasciatevi intrappolare dalle vostre esperienze passate.
2. Non lasciarsi diventare eccessivamente attaccato a qualunque autorità nel tuo campo - fosse anche un grande professore.
3. Non mantenere ciò che non ti serve.
4. Non evitare il confronto.
5. Non dimenticare il tuo spirito di curiosità infantile.

## Pubblicazioni
- Leo Esaki, "New phenomenon of narrow germanium p-n junctions", Phys. Rev., vol. 109 (1958), pp. 603-604. (primo articolo sui diodi di Esaki - o tunnel diode)
- Leo Esaki e R. Tsu, "Superlattice and negative differential conductivity in semiconductors", IBM Journal of Research and Development, vol. 14, no. 1 (January 1970), pp. 61-65. (primo articolo sui super reticoli)